# Mégapole
Ne doit pas être confondu avec Mégalopole.

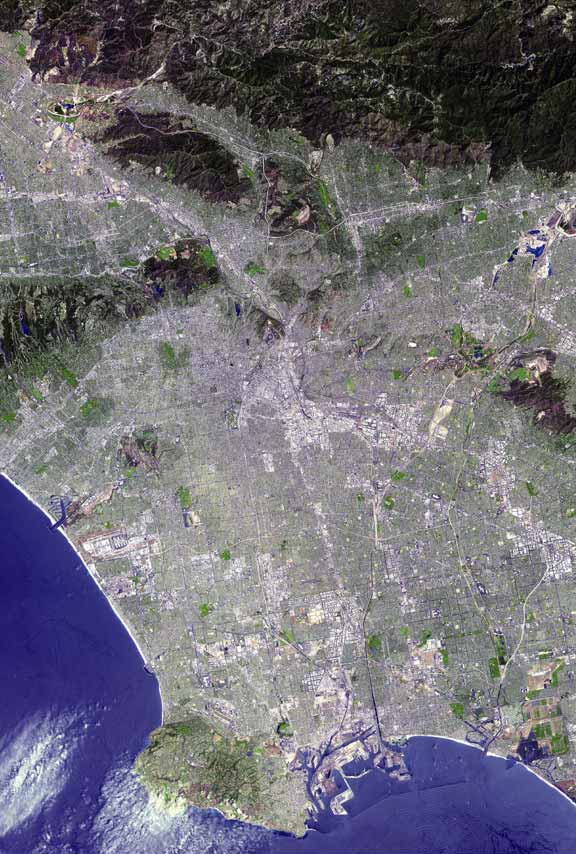
Une mégapole : photo satellite de l'extension urbaine du Grand Los Angeles, avec sur la côte une promenade (boardwalk, « promenade en planches ») s'étendant sur 50 km.

Une mégapole (« megacity » en anglais) est une très grande agglomération, qui se caractérise généralement par la présence en son sein de fonctions politiques et économiques majeures. Elle possède une aire d'influence d'ordre international, voire mondial. L'ONU a fixé le seuil d'une mégapole à 10 millions d'habitants (anciennement 8 millions).
Le terme de « mégapole » peut parfois être employé comme synonyme de métropole, à condition que l'agglomération en question soit en tête du réseau urbain dont elle fait partie, qu'elle concentre des fonctions économiques, culturelles et organisationnelles importantes, et qu'elle exerce un rayonnement d'envergure internationale. Cela explique qu'une mégapole peut, malgré un nombre d'habitants important, ne pas atteindre obligatoirement le statut de métropole.
À ne pas confondre avec une mégalopole (« megalopolis » ou parfois « megaregion » en anglais, un espace urbanisé formé de plusieurs agglomérations dont les banlieues et couronnes périurbaines s'étendent tellement qu'elles finissent par se rejoindre) ou une métropole (« metropolis » en anglais, une ville principale d'une région géographique ou d'un pays).
Certains ont tenté de mettre un terme à l’utilisation de données urbaines basées sur des définitions arbitraires variant d’un pays à l’autre et d’un recensement à l’autre, ce qui rend toute comparaison hasardeuse. Ils ont aussi évité la confusion entre mégapole et mégalopole en parlant de "patropole" et de "mégalopole, le terme de "patropole" remplaçant celui de "mégapole".
Cela a donné lieu à l’élaboration d’un Système métrique urbain (SMU) permettant de corriger le problème. Le SMU fait cela en définissant mathématiquement les aires urbaines, ce qui rend possible le calcul de leurs frontières et de leurs centres mathématiques. Il s’applique de la même manière à n’importe quelle distribution des populations et des emplois, passée, présente ou future.
Ce nouveau système est basé sur le calcul de champs vectoriels reposant sur l’hypothèse que, dans un espace donné, tous les habitants et tous les emplois exercent la même force d’attraction A et la même force de répulsion R. La force nette (A - R) exercée par chaque habitant et chaque emploi prend la forme suivante : [1/(1 + d)] - [1/( β + d/2)], où d = distance et β est l’unique paramètre du système.
Le SMU distingue les types d’aires urbaines suivantes, chaque type correspondant à une valeur donnée de β:
|    | Aire urbaine             | Distance où la force d’attraction = la force de répulsion | Valeur de β |
| 1  | Ville centrale           | 10 km                                                     | 6           |
| 2  | Agglomération            | 20 km                                                     | 11          |
| 3  | Métropole                | 40 km                                                     | 21          |
| 4  | Patropole                | 80 km                                                     | 41          |
| 5  | Mégalopole               | 160 km                                                    | 81          |
| 6  | Système urbain           | 320 km                                                    | 161         |
| 7  | Macrosystème urbain      | 640 km                                                    | 321         |
| 8  | Système continental      | 1,280 km                                                  | 641         |
| 9  | Système intercontinental | 2,560 km                                                  | 1,281       |
| 10 | Système mondial          | 5,120 km                                                  | 2,561       |
| -- | ------------------------ | --------------------------------------------------------- | ----------- |

Le SMU a été appliqué à plusieurs cas canadiens depuis 2018. Pour en tirer tous les bienfaits, il faudra qu’il soit étendu au monde entier.

## Vue d'ensemble
Ces ensembles gigantesques étendus sur des milliers de kilomètres carrés et peuplés par 10 millions d'habitants ou plus ébranlent les conceptions architecturale, urbanistique, environnementale et économique des villes.
L'Asie est devenue la scène avancée de cette révolution. En 2011, un Asiatique sur trois quitte les campagnes pour rejoindre une ville. Selon une étude du Département des affaires économiques et sociales de l’ONU (DESA) le monde pourrait avoir 43 mégapoles d’ici 2030, contre 31 en 2018. La plupart d’entre elles seraient situées dans des pays en développement.
Sur le continent africain, plusieurs mégapoles ont également une forte croissance : Le Caire, Lagos, Kinshasa...
Pour cerner ces principales aires urbaines, également appelée aires métropolitaines, trois grandes définitions cohabitent.

### L'agglomération ou unité urbaine
Telle que définie officiellement en France par l'Insee et dans certains pays européens notamment (par exemple le Royaume-Uni), elle est caractérisée par la continuité du bâti à 200 mètres (hors rivières, autoroutes, aéroports). Cette définition morphologique est la plus pertinente pour définir la ville visible notamment d'en haut car indépendantes des limites administratives. Elles restent cependant ajustées aux unités administratives les plus fines les délimitant, avec parfois des zones rurales incluses dedans[réf. incomplète]. C'est la « ville traditionnelle » avec des limites visibles et bien identifiées indépendamment des unités administratives, communes ou villes-centre, départements ou régions la composant.
À l'inverse elle ne correspond plus à la ville vécue, notamment à travers les déplacements du domicile au travail ou aux lieux de loisirs, par des personnes s'éloignant progressivement de l'aire bâtie en continu (cf. phénomène des archipels urbains) en fort développement en Europe et France en particulier.
Enfin, dans des pays comme les États-Unis, le Canada, l'Australie, l'Afrique du Sud où la morphologie urbaine est très différente, les limites de 200 mètres ne sont plus forcément pertinentes (500 mètres voire 1000 mètres pourraient être parfois plus adaptés)[réf. nécessaire]. C'est entre autres pour cela qu'a été définie par l'Insee l'aire urbaine.

### L'aire urbaine
Elle regroupe toutes les communes dont 40 % des actifs travaillent dans l'unité urbaine ou agglomération définie précédemment, c'est-à-dire l'unité urbaine et sa couronne périurbaine. Elle présente l'inconvénient de ne pas prendre en compte les déplacements liés à d'autres motifs que le travail, qu'il s'agisse des études ou des loisirs. Enfin, elle englobe souvent de vastes zones rurales périurbaines difficilement considérables comme « villes » en tant que telles. C'est néanmoins le type de définition retenu en Suisse notamment.

### L'aire définie par des limites administratives
Enfin, la population définie à l'intérieur d'aires administratives pour lesquelles les données sont faciles à collecter et actualiser ne reflètent que très partiellement la réalité du phénomène urbain (exemple, Île-de-France pour Paris ; Grand Londres ; CMSA pour les villes américaines, etc.).

### Liste d'aires urbaines
- Liste des aires urbaines d'Amérique latine,
- Liste des aires urbaines du Moyen-Orient,
- Liste des aires urbaines de l'Asie-Pacifique,
- Liste des aires urbaines de l'Afrique,
- Liste des aires urbaines d'Amérique,
- Liste des aires urbaines d'Europe.

À noter : Le développement des mégapoles s'accélère. Le phénomène est particulièrement important dans les pays émergents (par exemple : Brésil, Chine et Inde). En 2008, près de la moitié de la population mondiale vit en zone urbaine. Les conséquences prévisibles de cette évolution sont considérables par exemple en matière d'habitat, de transports, d'environnement, d'emploi ou d'éducation. De plus, le poids économique ou même politique des mégapoles est également croissant. En conséquence, ces très grandes agglomérations développent de plus en plus de relations de coopération directes entre elles. Un nombre important d'entre elles sont ainsi membres de Cités et Gouvernements Locaux Unis (CGLU), une organisation mondiale de villes qui travaille en relation directe avec les Nations unies.

## Quelques chiffres
En 1950, seule New York dépassait la barre des dix millions d'habitants, avant d'être rejointe par Tokyo dès 1960. Le phénomène mégapolitain s'accélère depuis : 5 mégapoles en 1975, 7 en 1980 (New York, Tokyo, Mexico, São Paulo, Shanghai, Osaka, Buenos Aires), 24 en 2003 (essentiellement dans les pays en voie de développement, tels Bombay, Lagos, Dacca). En 2014, la planète compte 28 villes de plus de 10 millions d'habitants,. Avec plus de 42 millions d'habitants en 2014, le Grand Tokyo forme l'aire urbaine la plus peuplée au monde.